# Shimazu Raisei
Raisei Shimazu (sinh ngày 7 tháng 4 năm 1999) là một cầu thủ bóng đá người Nhật Bản.

## Sự nghiệp câu lạc bộ
Raisei Shimazu đã từng chơi cho Zweigen Kanazawa.